# Клоссон-авеню (линия Кросстаун, Ай-эн-ди)
|   |   |  |   |   |
| · | · |  | · | · |

|   |   |  |   |   |
| · | · |  | · | · |

«Клоссон-авеню» (англ. Classon Avenue) — станция Нью-Йоркского метрополитена, расположенная на линии Кросстаун, Ай-эн-ди. Станция находится на пересечении Классон-авеню и Лафайетт-авеню в округе Клинтон-Хилл, Бруклин. На станции останавливается маршрут G (круглосуточно).

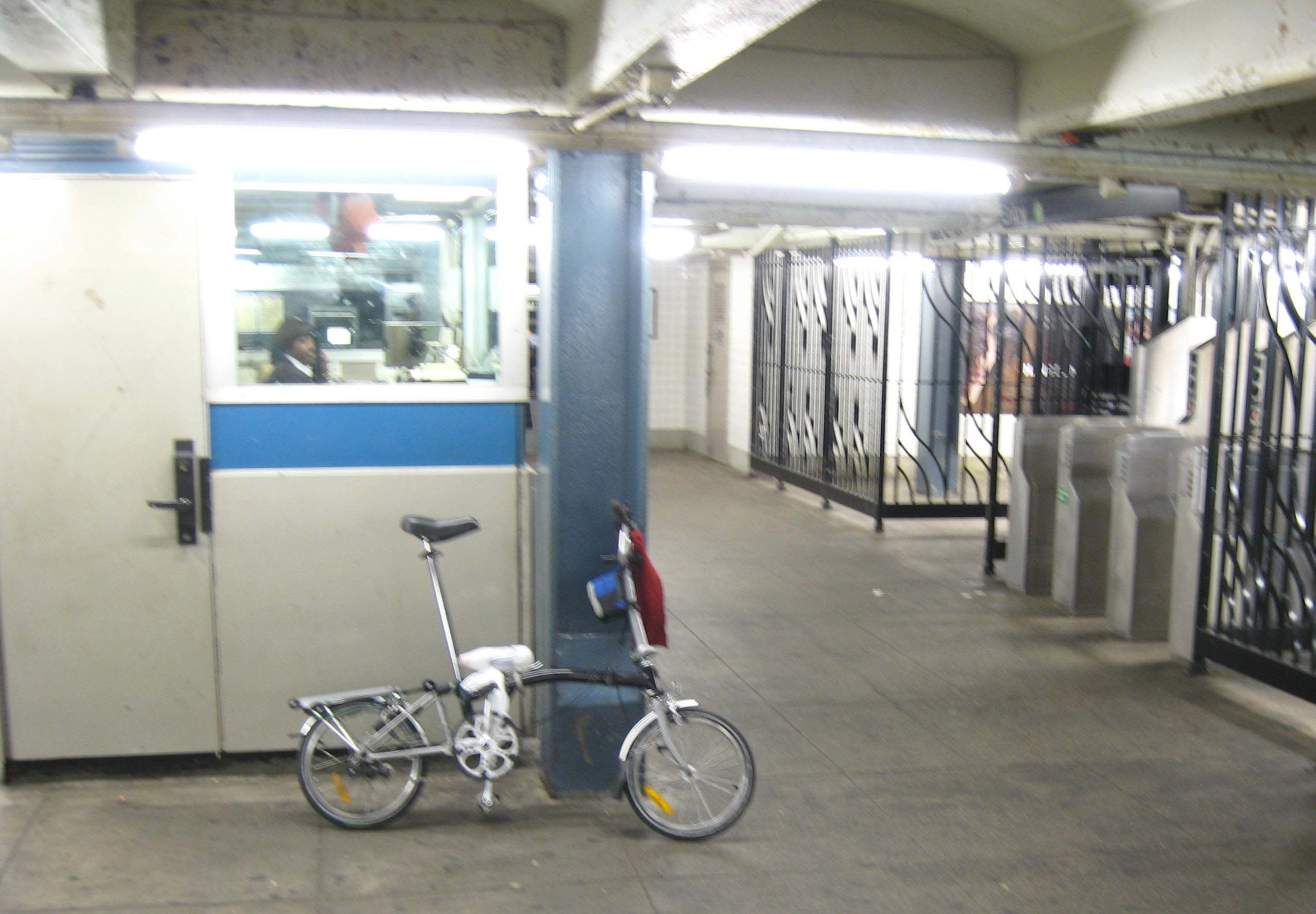

Станция была открыта 1 июля 1937 года. Представлена двумя боковыми платформами, двумя путями между ними и пространством для центрального пути. Стены покрыты белой плиткой с типичной для этой линии зелёной декоративной линией. Также имеются мозаики с полным названием станции "CLASSON AVE". Под декоративной линией есть маленькие чёрные мозаики с сокращённым названием станции "CLASSON", выполненным белыми буквами. Балочные колонны станции окрашены в тёмно-синий цвет, и на них также имеется название станции в виде чёрных табличек.
Над станцией находится мезонин во всю её длину, но открыта только северная его часть, откуда идут две лестницы на обе платформы. Колонны мезонина также выкрашены в тёмно-синий цвет. Зона оплаты находится в центре мезонина и представляет собой несколько турникетов и три лестницы, идущие во все углы перекрёстка Классон-авеню и Лафайетт-авеню, кроме северо-восточного.
Пространство в центре между двух основных путей было предназначено для ещё одного пути, который не был проложен. Путь строился в рамках расширения IND в 1929-1940 годах и должен был стать продолжением центрального пути на станции Bedford—Nostrand Avenues (IND Crosstown Line), который в настоящее время заканчивается тупиками по обе стороны от этой станции. Южнее станции Classon Avenue основные пути сближаются, и пространство для центрального пути заканчивается.